# 上海联合产权交易所
上海联合产权交易所是中華人民共和國上海市一家進行物權、債權、股權、知識產權交易的場所，成立於2003年12月18日。中國國有企業可在此進行產權交易。2022年6月29日，上海联合产权交易所旗下的上海市地方征信平台開業。

## 外部連結
- 官方网站